# Мирни (Јакутија)
Мирни (рус. Мирный) је град и административни центар Мирнинског рејона у западном делу Јакутије. Град је познат и као „дијамантска престолница Русије“.
Мирни је 2013. године имао 34.912 становника.

## Архитектура града
Центар града подељен је главном улицум (Лењинградски проспект) на две области. На једној страни града љеже неколицина хотела, градске и рејонске управне зграде и палата културе „Диамонд“. На другој страни су црква Свете Тројице, позориште и концертни центар „Јакутск", те споменик у част 30. годишњице победе.
Почетком 1950-их, град је растао око каменолома „Мир“. Територијални развој знатно је ограничен урбанистичким планирањем, спонтано формиран током активног раста. На југу града је аеродромска писта, на истоку је рудовозни пут којим иду тешки камиони и транспортне машине. На северу и североистоку је велики гасни котао, али и бројне фабрике за прераду руде. Све ово ограничава даљи развој града.

## Економија града
Рудник дијаманата „Мир" је економски центар града. Осим рударства у граду је развијена и индустрија, базирана на рудама које се ваде, а првенствено дијаматима. Главни друштвени и културни објекати у граду су такође у власништву компаније која држи рудник, као и многи грађевински објекти у граду Мирни.
У граду постоји 6 основних и две средње школе. Такође, у граду постоје многи значајни објекти културног, друштвеног и спортског садржаја.

## Становништво
| 1959. | 1970.  | 1979.  | 1989.  | 2002.  | 2010.  |
| ----- | ------ | ------ | ------ | ------ | ------ |
| 5.695 | 23.826 | 30.462 | 38.793 | 39.981 | 37.188 |